# Государственное страхование
Государственное страхование — одна из организационных форм страхования, при которой в качестве страховщика выступает государственная организация . Наряду с государственным страхованием в условиях рыночных отношений существует частное страхование и взаимное страхование. В развитых странах в условиях рынка государственное страхование часто выступает как способ оказания содействия при ведении различных видов хозяйственной деятельности, защищая от особо опасных и специфических рисков (военные риски, особенно в военное время, атомные и космические риски, кредитные, инвестиционные риски). В условиях государственной монополии на страхование (например, в СССР) существует только государственное страхование.
Под государственным страхованием (англ. national insurance) в некоторых странах понимается также система формирования за счет налогов и страховых сборов специальных денежных фондов, предназначенных для финансирования пособий по безработице и болезни, а также государственных пенсий за выслугу лет .
Государственное страхование может осуществляться в обязательной и добровольной форме.

## Государственное страхование в СССР
В СССР государственное страхование представляло собой систему союзно-республиканский органов (Управления государственного страхования союзных и автономных республик, краёв, областей, городские и районные страховые инспекции), предоставляющих страховую защиту населению, колхозам, кооперативам по единым правилам через Госстрах СССР.
Монополия государства на проведение страхования в Советском союзе была закреплена положением о Госстрахе СССР, утверждённом ЦИК и СНК СССР 18 сентября 1925 года.

## Государственное страхование в РФ
В 2023 году президент РФ Владимир Путин подписал указ об обязательном государственном страховании жизни и здоровья бойцам добровольческих формирований, содействующим ВС РФ в период мобилизации, военного положения, военного времени, во время  вооруженных конфликтов, при проведении КТО. В случае смерти застрахованного, компенсация составит 3,13 млн руб., получения инвалидности – от 782 932 руб. до 2,35 млн руб.,  тяжелого ранения —313 172 руб., легкого — 78 293 руб. Действие документа распространяется на период с 24 февраля 2022 года.